# 東風風行
東風風行（中国語簡体字：东风风行、英: Dongfeng Forthing、略称：風行）は中国の自動車メーカーである東風汽車集団有限公司(DFMC)の子会社東風汽車集団株式有限公司(DFG)の子会社東風柳州汽車の乗用車販売ブランドである。中国では風行(Forthing)を拼音でFengxingと表記しているため、東風FengxingやDongfeng Fengxingとも記載されている。

## 概要
東風柳州汽車により、乗用車ブランドとして設立。設立当初は東風エンブレムを使用していたが、2020年発売の東風風行・風行 T5 EVO以降、現在のエンブレムを使用するようになる。

## 販売車両
（出典：2025年の東風風行公式ウェブサイト、Wheel-Size.jp）

### セダン
- 東風風行・景逸 S50（英語版） 2014 -
- 東風風行・景逸 S50 EV 2016 -
- 東風風行・S60 EV 2021 -
- 東風風行・星海 S7 2024 -

### SUV
- 東風風行・T5（英語版） 2018 -
- 東風風行・T5L(マッハエディション) 2019 -
- 東風風行・T5 EVO（英語版） 2020 -
- 東風風行・雷霆 2023 -
- 東風風行・雷霆 410 2024 -

### MPV
- 東風風行・菱智 2001 -
- 東風風行・菱智 M5 EV 2017 -
- 東風風行・M7 2019 -
- 東風風行・菱智プラス 2020 -
- 東風風行・游艇（英語版） 2022 -
- 東風風行・星海 V9 2024 -

## 販売終了車両
- 東風風行・景逸 X5（英語版） 2013 - 2021
- 東風風行・景逸 X3（英語版） 2014 - 2019
- 東風風行・CM7 2014 - 2018
- 東風風行・S500（英語版） 2015 - 2017
- 東風風行・景逸 X6（英語版） 2016 - 2017
- 東風風行・F600 2016 - 2021
- 東風風行・M6 2019 - 2022